# Liste des résolutions du Conseil de sécurité des Nations unies sur la France
Pour un article plus général, voir Liste des résolutions du Conseil de sécurité des Nations unies par pays.
Cet article dresse une liste des résolutions du Conseil de sécurité des Nations unies concernant la France.

## France
La France (), en forme longue depuis 1875 la République française ()
La France est membre fondateur de l'organisation des Nations unies.
- Résolution 118 : exigences quant au règlement de l'affaire de Suez (adoptée le 13 octobre 1956).
- Résolution 119 : plainte de l'Égypte (adoptée le 31 octobre 1956) .
- Résolution 984 : proposition de la Chine, des États-Unis d’Amérique, de la fédération de Russie, de la France et du Royaume-Uni de Grande-Bretagne et d’Irlande du Nord concernant des garanties de sécurité à États non nucléaires parties au TNP.
- Résolution 1506 : lettres datées des 20 et 23 décembre 1991, émanant des États-Unis d'Amérique, de la France et du Royaume-Uni de Grande-Bretagne et d'Irlande du Nord (S/23306, S/23307, S/23308, S/23309 et S/23317) ; Lettre datée du 15 août 2003, adressée au président du Conseil de sécurité par le Chargé d'affaires par intérim de la mission permanente de la Jamahiriya arabe libyenne auprès de l'Organisation des Nations unies (S/2003/818) ; Lettre datée du 15 août 2003, adressée au président du Conseil de sécurité par les représentants permanents des États-Unis d'Amérique et du Royaume-Uni de Grande-Bretagne et d'Irlande du Nord auprès de l'Organisation des Nations unies (S/2003/819) ; Mise aux voix du projet de Résolution S/2003/824.